# Glen Cook
Glen Cook (nacido el 9 de julio de 1944) es un escritor contemporáneo estadounidense de ciencia ficción y fantasía, conocido sobre todo por su saga de fantasía, La Compañía Negra. Cook reside en la actualidad en San Luis, Misuri.

## Biografía
El amor de Glen Cook por la escritura comenzó en la escuela y ya en el instituto escribía artículos ocasionales para el periódico escolar. Tras terminar el instituto, Cook pasó algún tiempo en la marina para, posteriormente, ingresar en la universidad, lo que le dejó escaso tiempo para la escritura. Cook comenzó a escribir de manera seria mientras trabajaba para General Motors en una planta de ensamblado de automóviles, desempeñando un trabajo que era
"difícil de aprender, pero sin apenas esfuerzo mental" y alcanzando cifras de hasta tres libros escritos al año.
Fue durante esta época que Cook escribió su primera novela de La Compañía Negra, una saga de fantasía que narra las aventuras de una unidad de mercenarios de élite a lo largo de varias décadas de historia. Esta serie, que cuenta actualmente con 10 novelas, se ha convertido en una suerte de clásico de culto, especialmente entre miembros del ejército, tanto activos como retirados. Cuando se le preguntó por este hecho, Cook respondió: "Los personajes se comportan como lo hacen realmente los muchachos. Eso no glorifica la guerra; sólo trata de cómo se llevan entre sí las personas en su trabajo. Los personajes son verdaderos soldados. No son soldados tal y como los imagina la gente que jamás ha estado de servicio. Por eso le gusta a los muchachos."   Cook también es bastante conocido por su saga sobre Garrett P.I. que cuenta las peripecias del duro detective Garret, y la saga Dread Empire, buena muestra de los primeros trabajos publicados de Cook.
Actualmente Cook está retirado de su puesto en General Motors y vive con su esposa, Carol, y sus hijos (Justin, Chris y Mike) en San Luis. Aunque ahora puede dedicarse a tiempo completo a su carrera de escritor, piensa que era más productivo mientras ocupaba su antiguo puesto de trabajo.

## Trabajos publicados

### La Compañía Negra
Una serie de fantasía épica sobre una banda de mercenarios conocidos como La Compañía Negra.
- Los Libros del Norte:

1. La Primera Crónica - The Black Company(1984)
2. Sombras Fluctuantes - Shadows Linger (1984)
3. La Rosa Blanca - The White Rose (1985)

- Campos de túmulos - Barrowlands:

1. El Clavo de Plata - The Silver Spike (1989)

- Los Libros del Sur:

1. Juegos de Sombras - Shadow Games (1989)
2. Sueños de Acero - Dreams of Steel (1990)

- Libros de la Piedra Reluciente:

1. Estación de Penurias - Bleak Seasons (1996)
2. Ella es la Oscuridad - She Is the Darkness (1997)
3. El Agua Durmiente - Water Sleeps (1999)
4. El Retorno de los Soldados - Soldiers Live (2000)

- De próxima aparición:

1. A Pitiless Rain (Fecha sin confirmar)[2]
2. Port of Shadows (Fecha sin confirmar)[2]

- Historia corta:

1. "Raker" — The Magazine of Fantasy & Science Fiction, agosto de 1982.  Se trata de un extracto (anterior a su publicación) del capítulo 3 de La Primera Crónica, con ligeros cambios de edición que lo convierten en una historia independiente.

### Garrett P.I.
1. Sweet Silver Blues (1987)
2. Bitter Gold Hearts (1988)
3. Cold Copper Tears (1988)
4. Old Tin Sorrows (1989)
5. Dread Brass Shadows (1990)
6. Red Iron Nights (1991)
7. Deadly Quicksilver Lies (1994)
8. Petty Pewter Gods (1995)
9. Faded Steel Heat (1999)
10. Angry Lead Skies (2002)
11. Whispering Nickel Idols (2005)
12. Cruel Zinc Melodies (2008)
13. Gilded Latten Bones (2010) (de próxima aparición)

### Dread Empire
- Precuelas
  1. The Fire in His Hands (1984)
  2. With Mercy Toward None (1985)
- Secuencia Principal
  1. A Shadow of All Night Falling (1979)
  2. October's Baby (1980)
  3. All Darkness Met (1980)
- Secuelas
  1. Reap the East Wind (1987)
  2. An Ill Fate Marshalling (1988)
  3. The Wrath of Kings (manuscrito robado)[3]
- Narraciones Breves
  - "The Nights of Deadful Silence" - aparecida en Fantastic' (Septiembre1973)
  - "Ghost Stalk" - aparecida en The Magazine of Fantasy & Science Fiction (mayo de 1978)
  - "Quiet Sea" - aparecida en The Magazine of Fantasy & Science Fiction (diciembre de 1978)
  - "Castle of Tears" - aparecida en Whispers (octubre de 1979)
  - "Call for the Dead" - aparecida en The Magazine of Fantasy & Science Fiction (julio de 1980)
  - "Soldier of an Empire Unacquainted With Defeat" - aparecida en The Berkley Showcase, Vol 2 (agosto de 1980)
  - "Filed Teeth" - aparecida en Dragons of Darkness (octubre de 1981)
  - "Severed Heads" - aparecida en Sword and Sorceress 1 (mayo de 1984)

### Instrumentalities of the Night
1. The Tyranny of the Night (2005)
2. Lord of the Silent Kingdom (2007)
3. Surrender to the Will of the Night (2010) (de próxima aparición)

### Starfishers
1. Shadowline (1982)
2. Starfishers (1982)
3. Star's End (1982)

- Relacinados

1. Passage at Arms (1985)

- Narración Breve

1. Sunrise - aparecida en Eternity SF (1973)

### Dark War
1. Doomstalker (1985)
2. Warlock (1985)
3. Ceremony (1986)

- Narración Breve

1. Darkwar - aparecida en Isaac Asimov's Science Fiction Magazine (December 1982)

### Novelas independientes
- The Swap Academy (1970) (bajo el seudónimo de "Greg Stevens")
- The Heirs of Babylon (1972)
- The Swordbearer (1982)
- A Matter of Time (1985)
- The Dragon Never Sleeps (1988)
- The Tower of Fear (1989)
- Sung in Blood (1992)

### Narraciones breves independientes
- "Silverheels" - aparecida en Witchcraft and Sorcery #6 (mayo de 1971)
- "Song from a Forgotten Hill" - aparecida en Clarion (junio de 1971)
- "And Dragons in the Sky" - aparecida en Clarion II (junio de 1972)
- "Appointment in Samarkand" - aparecida en Witchcraft and Sorcery #7 (noviembre de 1972)
- "The Devil's Tooth" - aparecida en Literary Magazine of Fantasy and Terror, Volume 1, #5 (1974)
- "In the Wind" - aparecida en Tomorrow Today (1975) y Space Dogfights (1992)
- "The Recruiter" - aparecida en Amazing Stories (marzo de 1977)
- "The Seventh Fool" - aparecida en The Magazine of Fantasy & Science Fiction]] (marzo de 1978)
- "Ponce" - aparecida en Amazing Stories (noviembre de 1978)
- "Enemy Territory" - aparecida en Night Voyages #9 (primavera de 1983)